# Saint-Aubin-lès-Elbeuf
Saint-Aubin-lès-Elbeuf és un municipi francès situat al departament del Sena Marítim i a la regió de Normandia. L'any 2007 tenia 8.097 habitants.

## Demografia

### Població
El 2007 la població de fet de Saint-Aubin-lès-Elbeuf era de 8.097 persones. Hi havia 3.429 famílies de les quals 1.027 eren unipersonals (442 homes vivint sols i 585 dones vivint soles), 1.062 parelles sense fills, 945 parelles amb fills i 395 famílies monoparentals amb fills.
La població ha evolucionat segons el següent gràfic:
Habitants censats

### Habitatges
El 2007 hi havia 3.680 habitatges, 3.470 eren l'habitatge principal de la família, 20 eren segones residències i 190 estaven desocupats. 2.124 eren cases i 1.543 eren apartaments. Dels 3.470 habitatges principals, 1.957 estaven ocupats pels seus propietaris, 1.455 estaven llogats i ocupats pels llogaters i 58 estaven cedits a títol gratuït; 18 tenien una cambra, 223 en tenien dues, 854 en tenien tres, 1.194 en tenien quatre i 1.181 en tenien cinc o més. 2.287 habitatges disposaven pel capbaix d'una plaça de pàrquing. A 1.868 habitatges hi havia un automòbil i a 1.126 n'hi havia dos o més.

### Piràmide de població
La piràmide de població per edats i sexe el 2009 era:
| Homes | Edats   | Dones |
| ----- | ------- | ----- |
| 4     | 95 o +  | 4     |
| 14    | 90 a 94 | 21    |
| 41    | 85 a 89 | 74    |
| 43    | 80 a 84 | 64    |
| 127   | 75 a 79 | 197   |
| 174   | 70 a 74 | 190   |
| 167   | 65 a 69 | 262   |
| 186   | 60 a 64 | 242   |
| 194   | 55 a 59 | 208   |
| 310   | 50 a 54 | 308   |
| 308   | 45 a 49 | 323   |
| 283   | 40 a 44 | 247   |
| 302   | 35 a 39 | 350   |
| 327   | 30 a 34 | 331   |
| 273   | 25 a 29 | 307   |
| 220   | 20 a 24 | 240   |
| 273   | 15 a 19 | 350   |
| 238   | 10 a 14 | 277   |
| 191   | 5 a 9   | 262   |
| 237   | 0 a 4   | 226   |

## Economia
El 2007 la població en edat de treballar era de 5.230 persones, 3.593 eren actives i 1.637 eren inactives. De les 3.593 persones actives 3.109 estaven ocupades (1.634 homes i 1.475 dones) i 485 estaven aturades (228 homes i 257 dones). De les 1.637 persones inactives 549 estaven jubilades, 520 estaven estudiant i 568 estaven classificades com a «altres inactius».

### Ingressos
El 2009 a Saint-Aubin-lès-Elbeuf hi havia 3.468 unitats fiscals que integraven 8.033 persones, la mediana anual d'ingressos fiscals per persona era de 18.279 €.

### Activitats econòmiques
Dels 260 establiments que hi havia el 2007, 5 eren d'empreses extractives, 5 d'empreses alimentàries, 5 d'empreses de fabricació de material elèctric, 1 d'una empresa de fabricació d'elements pel transport, 27 d'empreses de fabricació d'altres productes industrials, 23 d'empreses de construcció, 47 d'empreses de comerç i reparació d'automòbils, 17 d'empreses de transport, 12 d'empreses d'hostatgeria i restauració, 5 d'empreses d'informació i comunicació, 20 d'empreses financeres, 4 d'empreses immobiliàries, 27 d'empreses de serveis, 45 d'entitats de l'administració pública i 17 d'empreses classificades com a «altres activitats de serveis».
Dels 55 establiments de servei als particulars que hi havia el 2009, 1 era una oficina d'administració d'Hisenda pública, 1 oficina de correu, 2 oficines bancàries, 2 funeràries, 5 tallers de reparació d'automòbils i de material agrícola, 1 autoescola, 3 paletes, 3 guixaires pintors, 2 fusteries, 6 lampisteries, 3 electricistes, 3 empreses de construcció, 10 perruqueries, 1 veterinari, 2 agències de treball temporal, 5 restaurants, 2 agències immobiliàries, 1 tintoreria i 2 salons de bellesa.
Dels 17 establiments comercials que hi havia el 2009, 2 eren supermercats, 2 botiges de menys de 120 m², 5 fleques, 3 carnisseries, 1 una botiga de congelats, 2 llibreries i 2 floristeries.

## Equipaments sanitaris i escolars
El 2009 hi havia 1 hospital de tractaments de curta durada, 1 centre d'urgències, 1 maternitat, 4 farmàcies i 1 ambulància.
El 2009 hi havia 3 escoles maternals i 4 escoles elementals. Saint-Aubin-lès-Elbeuf disposava d'un col·legi d'educació secundària amb 372 alumnes.

## Poblacions properes
El següent diagrama mostra les poblacions més properes.